# Noyoni békeszerződés
A noyoni békeszerződést 1516. augusztus 13-án írta alá I. Károly spanyol király, Burgundia hercegének minőségében és I. Ferenc francia király. A szerződésben a francia király teljes mértékben elismerte Károly igényét Burgundiára, így Károly biztonságban vehette át a spanyol királyságok trónját. Cserébe Károly megvonta támogatását nagyapjától, I. Miksa német-római császártól, emiatt a császárnak fel kellett adnia észak-itáliai pozícióit. Miksa és szövetségese, VIII. Henrik angol király ugyanazon év decemberében Brüsszelben fogadta el a noyon-i szerződést. A békeszerződés lezárta az itáliai háborúk 1508–1516 közötti szakaszát, a cambrai-i liga, és a belőle alakult Szent Liga háború-sorozatát, amely még VIII. Károly francia király és Katolikus Ferdinánd aragóniai király uralkodásának idején kezdődött.

## Előzmények
A Burgundiai Hercegség státusa a Habsburg-ház és a Francia Királyság között visszatérő viszályok forrása volt. A hercegség rendjei két pártra oszlottak, franciabarát és angolbarát frakcióra. Az 1508 óta folyó cambrai-i liga háborúi során 1511-ben II. Gyula pápa egy széles franciaellenes koalíciót szervezett, a Szent Ligát, amelyhez 1512-ben az Angol Királyság is csatlakozott. A nagyhatalmi érdekek mentén Burgundia rendjei között is feszültség alakult ki, belső háború fenyegetett. Burgundia hercege 1506 óta II. (Habsburg) Károly volt, I. Miksa császár unokája, a későbbi spanyol király és német-római császár. Károly herceg nevelője, Guillaume de Croÿ gróf egyfajta hintapolitikát folytatott az angol- és francia barát erők között. Károly 1515-ben saját kezébe vette a hercegség irányítását, de még éveken át egykori nevelőjének és atyai jó barátjának politikai befolyása alatt maradt.
1515. szeptember14-én az új francia király, I. Ferenc a marignanói csatában győzelmet aratott a Liga zsoldjában álló svájciakon, visszafoglalta a Milánói Hercegséget, és megszilárdította helyzetét Észak-Itáliában. A császáriak Veronába szorultak vissza. A X. Leó pápa nagy diplomáciai ügyességgel a győztesek oldalára manőverezte magát, és kiegyezett Ferenc királlyal. A francia hatalom növekvő ereje veszélyt jelentett a Habsburgok Burgundiájára.
1516 januárjában elhunyt II. Ferdinánd aragóniai király, utódja Aragónia és Kasztília trónján Habsburg Károly burgundiai herceg lett (II. Károly néven). Öröksége átvételére Károlynak Spanyolországba kellett utaznia, ezt csak úgy tehette, ha előbb stabilizálja Burgundia kül- és belpolitikai helyzetét. Ferencnek további itáliai terveihez szintén biztonságban kellett tudnia a spanyol birtokokkal közös határait Burgundiában és Németalföldön. Minden szereplő érdekeltté vált a kiegyezésben, a Medici-pápa is pártolta a közeledést. A franciabarát párt támogatásával Croÿ gróf a francia tárgyalások felvételéről döntött. 1516. május 8-án a pikárdiai Noyon városában megbeszélések kezdődtek Franciaország és Burgundia között. A francia főtárgyaló Artus Gouffier de Boisy királyi főudvarnagy (Grand Maître de France) volt, Burgundia részéről Guillaume de Croÿ gróf, Károly herceg főtanácsadója vezette a tárgyalásokat.
A lassan és nehezen formálódó Habsburg–francia kiegyezést I. Miksa császár hevesen ellenezte, mert az ő hadserege még háborút viselt Észak-Itáliában a franciák ellen. Ennek ellenére a négy hónapon át tartó tárgyalássorozat eredményre vezetett, 1516. augusztus 13-án mindkét uralkodó, I. Károly spanyol király és I. Ferenc francia király aláírta a megállapodást.

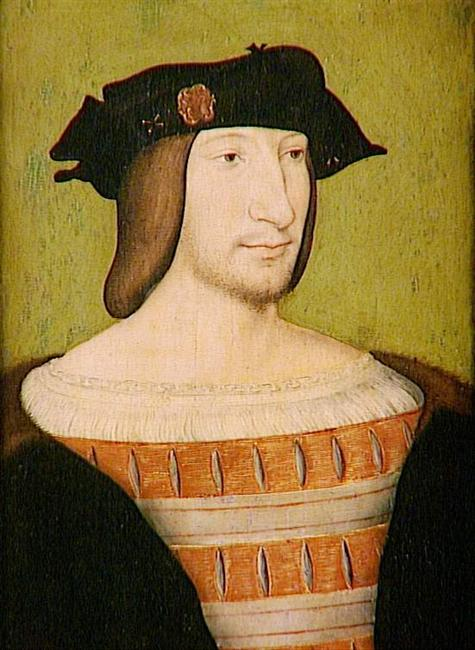
I. Ferenc francia király (1515)
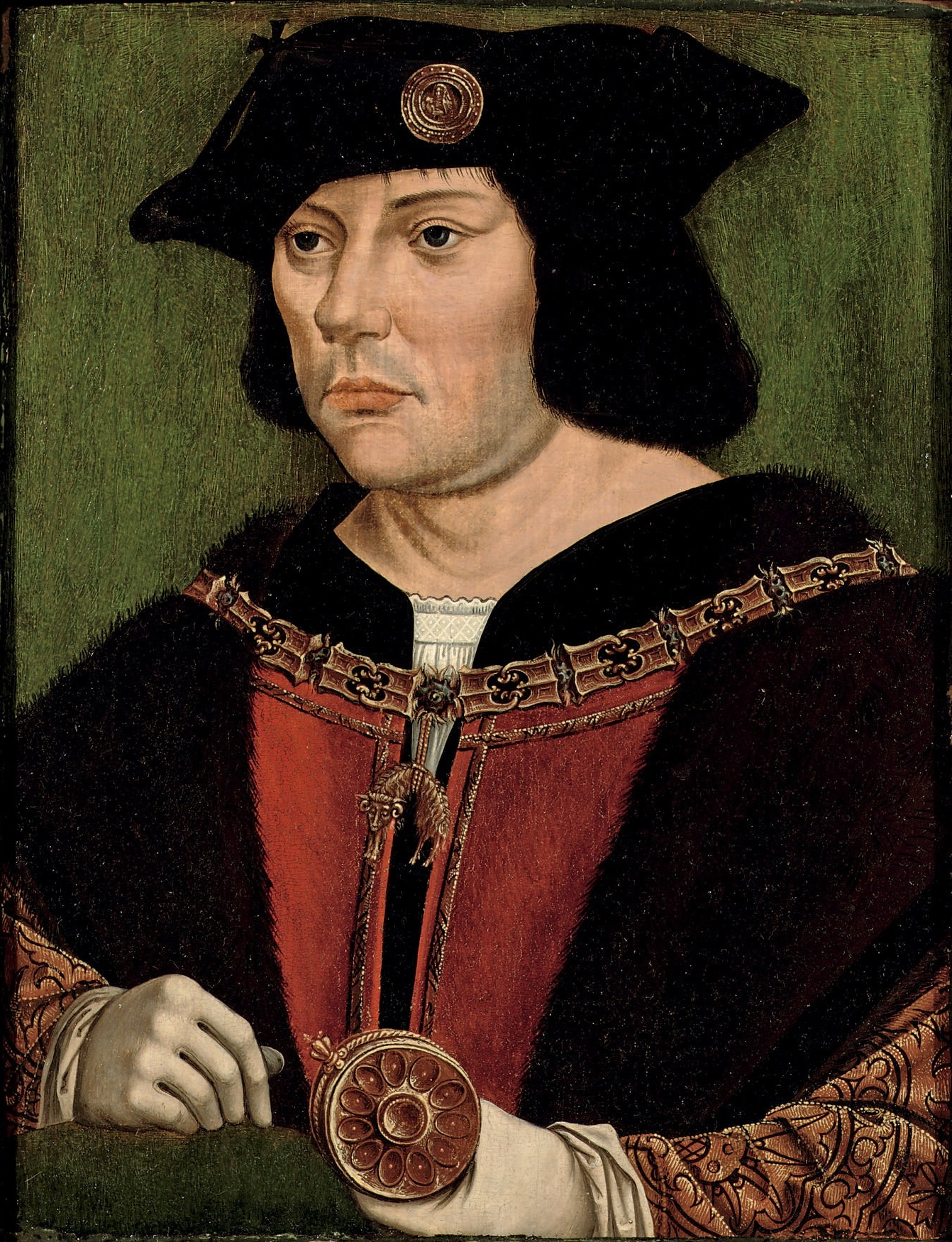
Guillaume de Croÿ (1458-1521)
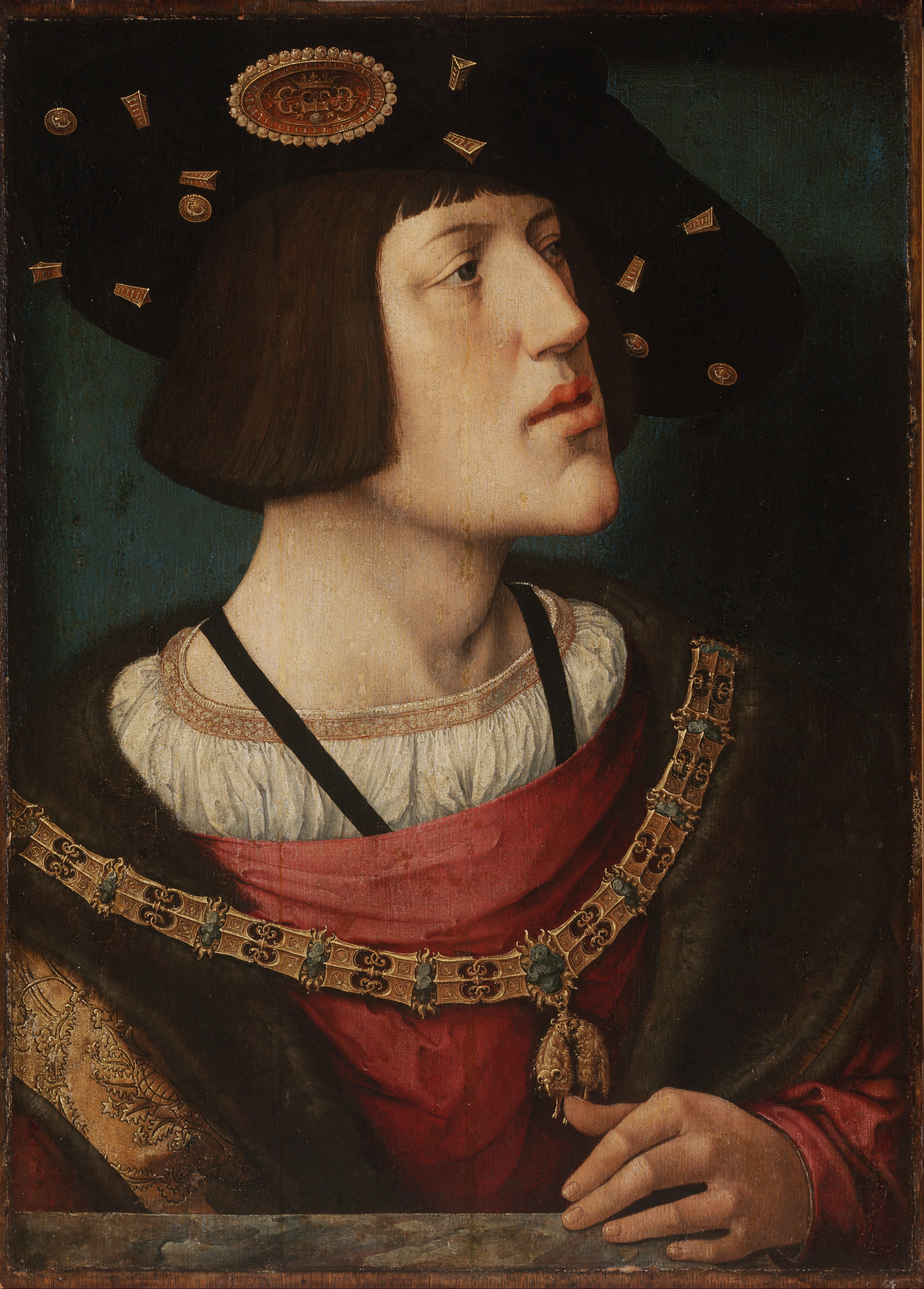
I. Károly spanyol király (1520 k.)
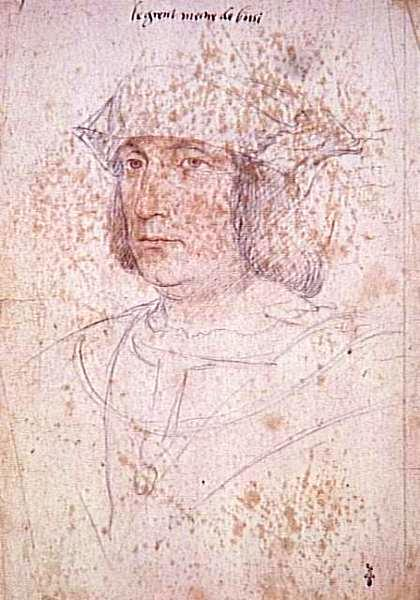
Artus Gouffier de Boisy (1474–1519)
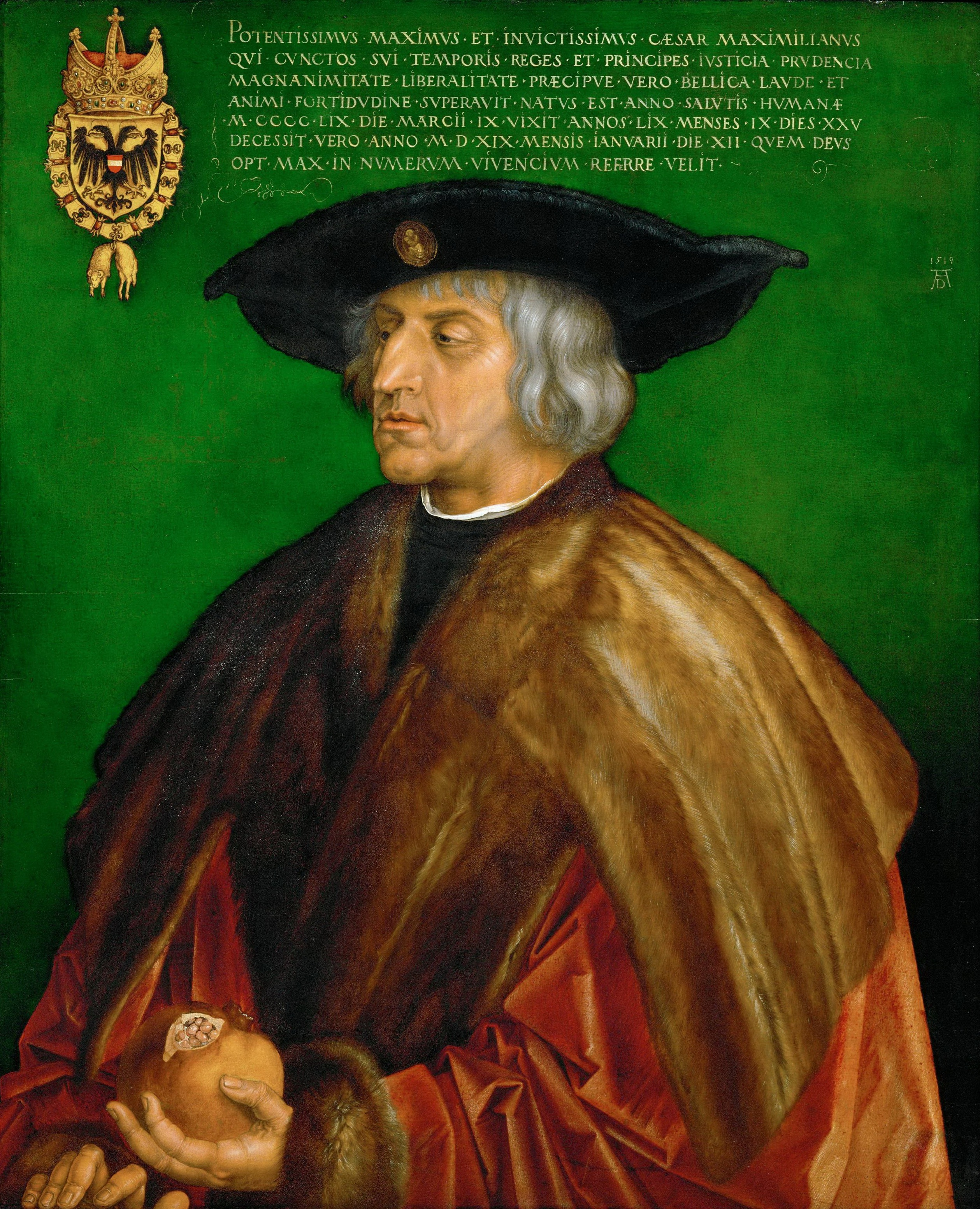
I. Miksa német-római császár

## A szerződés tartalma
A noyon-i békeszerződés elismerte Franciaország igényét a Milánói Hercegségre, és Spanyolország jogát a Nápolyi Királyságra. (I. Károly spanyol király örökölte Katolikus Ferdinándtól az Aragóniai Királyság jogát a Nápolyi Királyság trónjára. Viszont az 1505-ös szerződés értelmében a Nápolyi Királyság trónjának vissza kellett volna szállnia a Francia Királyságra abban az esetben, ha Germaine de Foix aragóniai királyné, Katolikus Ferdinánd király özvegye nem szült gyermeket. Ez a helyzet 1516-ban valóban előállt, hiszen az aragón királyi párnak nem volt élő gyermeke.
Károly király azonban nem kívánt lemondani le Nápolyról, ezért úgy egyezett meg Ferenccel, hogy a Habsburg-házi Károly király megfelelő időben majd feleségül veszi az ekkor (1516-ban) mindössze egyesztendős Valois Lujza francia királyi hercegnőt (Louise de France), I. Ferenc király elsőként született leányát. A hercegnő személye viszi tovább a Nápolyi Királyságra vonatkozó francia igényt, amíg Nápoly de facto Aragónia koronájához tartozik. Károly kötelezte magát, hogy e házasság létrejöttéig évente 100 000 koronát fizet Franciaországnak, majd a házasságkötés után további 50 000 koronát, az első közös gyermek megszületéséig. Amennyiben ez a tervezett házasság gyermektelen maradna, akkor a Nápolyi Királyság koronája ismét Franciaországra száll. Ez a házasság azonban sohasem jött létre, mert a Lujza hercegnő már 1518-ban meghalt kisgyermekként.
A szerződés titkos fejezete rendezte a Navarrai Királyság ügyét. A Navarrai Királyság déli részét (Felső-Navarrát) 1512-ben Károly elődje, Katolikus Ferdinánd aragóniai király foglalta el, 1515-ben Kasztíliához csatolta. A szerződésben Károly király vállalta, hogy kártalanítja az özvegy Foix-i Katalin királynőt és fiát, Henri d’Albret-t a spanyolok által megszállt déli országrészért. Cserében Ferenc francia király kötelezte magát, hogy nem ad katonai támogatást a Navarrai Királyság trónkövetelőinek.
A szerződésben I. Ferenc és I. Károly kölcsönös barátságukról biztosították egymást. A szerződés másodlagos fontosságú pontként tárgyalta az észak-itáliai front ügyét, ahol Károly király nagyapja, I. Miksa császár továbbra is szemben állt a Velencei Köztársasággal. A szerződésben Károly fenntartotta magának a jogát, hogy saját döntése alapján támogatást nyújthasson Miksának. Cserébe I. Ferenc viszont a maga részéről ragaszkodott ahhoz, hogy továbbra is támogassa Velencét, Miksa itáliai ellenfelét. Megegyeztek azonban, hogy Károly megtagadja a támogatást Miksától, ha a császár nem mutatkozna késznek olyan egyezségre, hogy kártérítés fejében lemondjon Veronáról Velence javára.

## A brüsszeli megegyezés
Miksa császár megtagadta a számára hátrányos szerződés elfogadását. Sérelmezte, hogy unokája szerződéseket köt az ő megkérdezése nélkül. „Az unokám akar engem tanítani,”  írta egy levelében. A császár Brüsszelben tárgyalásokat kezdeményezett az Angol Királysággal, ezekbe Károlyt is bevonta. A spanyol–francia megegyezés azonban arra késztette Miksát, hogy meghátráljon, és a Velence által felajánlott feltételekkel lemondjon utolsó Észak-Itáliai támaszpontjáról, Veronáról.
A brüsszeli tárgyalások eredményeként az 1516. december 3-án aláírt brüsszeli szerződéssel Miksa császár és VIII. Henrik angol király is csatlakozott a noyon-i békeszerződést, ezzel véget vetettek a cambrai-i liga, majd az abból 1511-ben átalakult Szent Liga változó összetételű csoportjai között 1508–1516 között folyt háborúknak. A Velencei Köztársaság 200 000 korona megváltást fizetett Miksa császárnak Verona átengedéséért. Miksa császár formálisan Spanyolország királyának adta át a várost, ő továbbadta Franciaország királyának, aki végül visszaszolgáltatta azt szövetségesének, a Velencei Köztársaságnak. Tizenöt hónap időtartamú fegyverszünetet kötötték, Miksa csapatai szabadon elvonulhattak Itáliából. Ezzel Velence nagy háborúja is véget ért.
A Velencei Köztársaság elveszítette az Isonzó folyó felső völgyét, Tolmino (ma:Tolmin) környékét Plezzóval (ma: Bovec) és Idriával (Idrija), ezeket át kellett engednie a Habsburgok hűbéresének, a Görzi grófságnak. A Habsburgok megszerezték a Dolomitokon átvezető fontos átjárót, az Ampezzói-völgyet is (L’Ampezzano). A következő négy évszázadban e területek a Habsburg hatalom stabil, előretolt végvárai lettek, amelyek a Habsburg Birodalom, majd az Osztrák–Magyar Monarchia szerves részét képezték, egészen az első világháború utáni összeomlásig.

## Következmények
Károly spanyol király, miután rövid távon lebiztosította burgundiai birtokait, hazautazhatott és átvehette a spanyol királyságok trónját. A noyon-i megállapodás azonban nem oldotta fel Habsburgok és a Valois-k alapvető ellentéteit. Több, Károly érintő pontjának eleve kevés realitása volt. Az 1516-ban 16 éves Károlynak, Spanyolország királyának, a német-római császári trón esélyesének hosszú éveket kellett volna várnia egyesztendős menyasszonyának felserdülésére, miközben Aragónia királyaként a Nápolyi Királyságot szilárdan saját kezében tudhatta. Az egész házassági terv 1518-ban, a hároméves Lujza halálával amúgy is füstbe ment.
1519-ben, Miksa császár elhunyta után császárválasztásra került sor. Itt Habsburg Károly legfontosabb ellenfele I. Ferenc francia király volt, akit csak hatalmas pénzeszközök mozgósítása árán tudott legyőzni. 1519. június 28-án a német választófejedelmek V. Károly néven német királlyá (és német-római császárrá) választották. Kiújultak a régi nagyhatalmi ellentétek Franciaországgal. 1521-ben kitört az első Habsburg–Valois háború („négyéves háború”, 1521–26).